# 集里街道
集里街道为中华人民共和国湖南省浏阳市下辖的街道。总面积153.8平方公里。2017年，集里街道有户籍人口6.3万余人，常住人口18.3万人。行政机构驻金沙北路。

## 历史
1950年，属浏阳县第十三区，1956年为集里乡，1958年为罗江公社，1966年改集里公社，1983年复为集里乡，1993年撤销集里乡设集里街道。
2015年9月，湖南进行全省乡镇区划调整改革。11月，湖南省民政厅批准浏阳市的行政区划变动。其中，太平桥镇、集里街道成建制合并设立集里街道。12月2日晚上，宣布合并。其后，进行整合工作。原有学校、医院等公共服务机构都保持相对稳定，原太平桥镇政府设为便民服务中心。新的集里街道总面积153.8平方公里，总人口5.73万人，辖7个村7个社区。

## 地理位置

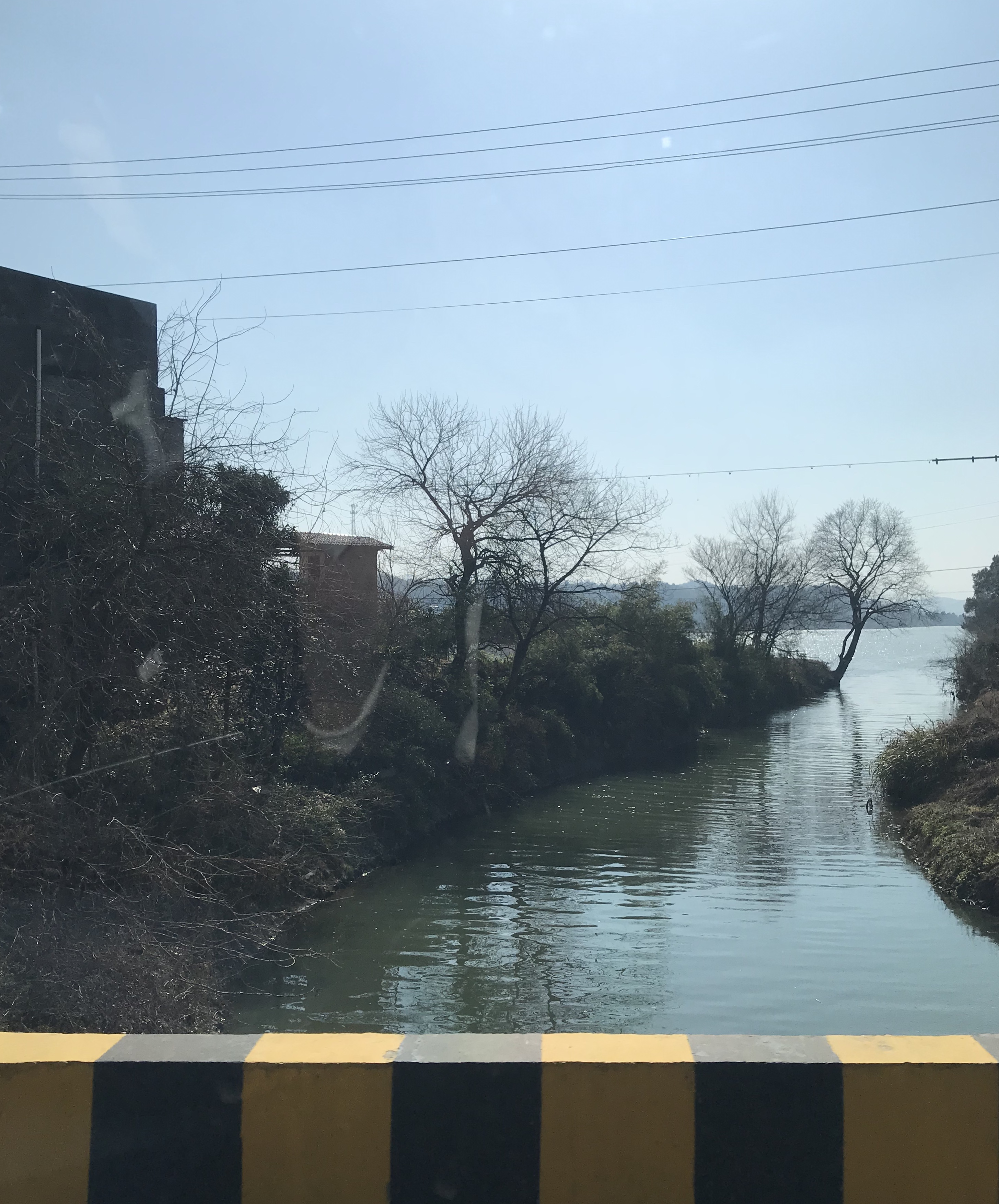
韓家港注入瀏陽河

集里街道位於瀏陽市中心偏西地區，東與關口街道接壤，西連葛家鎮，南起淮川街道，南以瀏陽河為界與與棖衝鎮相望，北以蕉溪嶺、山棗嶺為界與蕉溪鎮，洞陽鎮相連。境內多屬丘陵地帶、變質岩低山地貌，地勢東北高，西南低。東北面多山地、多山衝、多旱土，山地多為粘質黃泥土和青石構成，有道吾山、仙人嶺等山峰。西南面瀕臨瀏陽河，地勢較為平坦，地質多為沙質壤土。水系完整，河網密布。有淮川、濟川、韓家港等河流。

### 气候
集里街道属亚热带季风气候，四季分明，气候温暖湿润，雨量充沛，光照充足，无霜期长。

## 现行行政区划
集里街道下辖7个社区、7个行政村，分别为神仙坳社区、集里桥社区、百宜社区、禧和社区、龚家桥社区、太平桥社区和锦美社区，以及宏源村、唐家园村、道吾村、北城村、西湖村、合盛村和星镇村。

## 经济
集里街道的粮食作物以水稻为主，经济作物主要为蔬菜、盆栽花木、瓜果、药材；工業主要包括以花炮、釀酒、豆豉製造、造紙、印刷、機械製造、化工、黑火藥、竹地板加工等產業。其中太平桥的豆豉及黑山羊為傳統名特產。此外，蜜桔、板栗、百合等農產品也較為知名。

## 旅遊觀光
「瀏陽八景」之一的道吾山即位於集里街道的北隅，其中名胜古迹有兴华禅寺、引路松、五老峰、失马桥、挂榜山、罗汉洞、棋盘石、挂剑泉、白龙泉等。另外，湖南省文物保护单位譚继洵墓也位于集里街道。